# 凯莉·哈林顿
凯莉·哈林顿（英語：Kellie Harrington，1989年12月11日—），爱尔兰輕量級女子拳击运动员。她曾代表爱尔兰参加2020年夏季奥林匹克运动会拳击比赛和2024年夏季奥林匹克运动会拳击比赛获得金牌。她也曾参加2019年欧洲运动会。她在2024年夏季奧運會後宣布退休。